# Ducado de Silesia
El Ducado de Silesia (en polaco: Księstwo śląskie; en alemán: Herzogtum Schlesien) con su capital en Breslau fue un ducado medieval localizado en la región histórica silesia de Polonia. Poco después de su formación bajo la dinastía Piast en 1138, se fragmentó en varios Ducados de Silesia. En 1327 el sucesor Ducado de Breslavia, así como la mayoría de los otros ducados gobernados por los Piastas silesios pasaron al Reino de Bohemia. La adquisición fue completada, cuando el rey Casimiro III el Grande de Polonia renunció a sus derechos sobre Silesia en el Tratado de Trentschin de 1335.

## Geografía
Durante el tiempo de su formación, las tierras silesias cubrían la cuenca del alto y medio río Oder. Al sur la cordillera de los Sudetes hasta la Puerta Morava formaba la frontera con las tierras de Bohemia y Moravia. Después de más de un siglo de lucha, la frontera solo fue fijada por un acuerdo con el Duque de Bohemia Soběslav I en 1137. En el oeste la Baja Silesia bordeaba la germana Marca de Lusacia (después Baja Lusacia) y las anteriores tierras de Milceni en torno a Bautzen (después Alta Lusacia)con la frontera discurriendo a lo largo de los ríos Bóbr y Kwisa. Silesia estaba limitada por las provincias polacas de Gran Polonia al norte y la Provincia Señorial de la Polonia Menor al este, separada por los ríos Przemsza y Biała.
Las fronteras variaron ligeramente en las siguientes décadas: por lo menos cuando el ducado fue refundado por los hijos de Vladislao II el Desterrado en 1163, también comprendía el territorio de Lubusz al noroeste de Krosno, que anteriormente era un puesto oriental de Gran Polonia y pasó a los margraves de Brandeburgo en 1248. En 1177 el Alto Duque polaco Casimiro II el Justo añadió a la Alta Silesia las anteriores castellanías pertenecientes a la Baja Polonia de Bytom, Oświęcim, Zator, Siewierz y Pszczyna en favor del Duque Miecislao IV. Después Silesia se convirtió enteramente en feudo bohemio de acuerdo con el Tratado de Trentschin de 1336, estos señoríos - excepto los estados de Bytom y Pszczyna - volvieron a la Corona Polaca.

## Historia

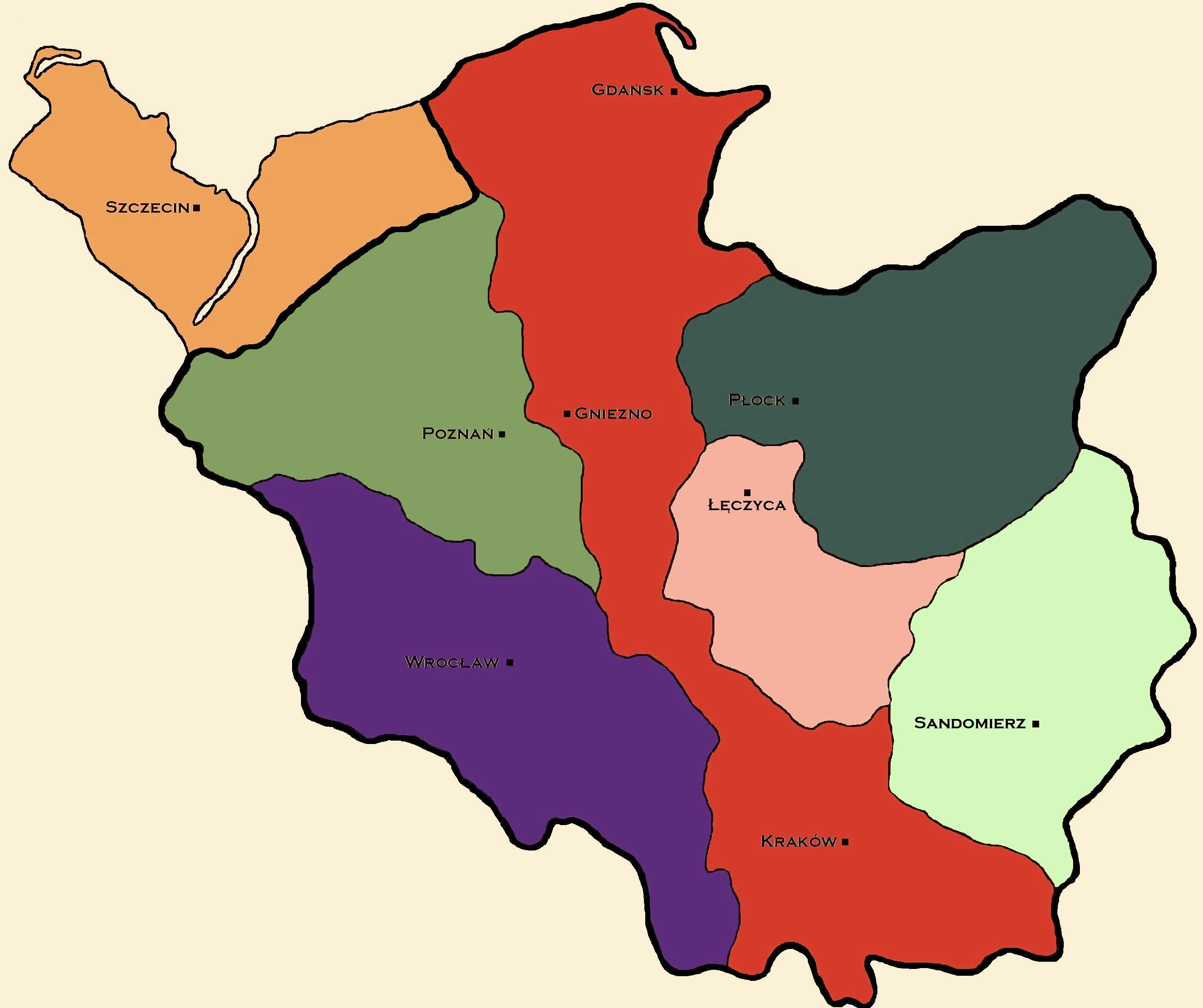
Fragmentación de Polonia en 1138:
Ducado de Silesia bajo Vladislao II

Como Provincia de Silesia (en polaco: dzielnica śląska), el ducado fue una de las cinco principales provincias fundadas en la Polonia medieval de acuerdo con el Testamento de Boleslao III Krzywousty. Por los términos de su voluntad desde 1138-1146 fue controlado por el Duque Sénior de Polonia o Alto Duque, el primer hijo de Boleslao Vladislao II el Desterrado, que también conservó el Ducado de Cracovia.
El testamento, sin embargo, no impidió un conflicto violento entre Vladislao y sus medios hermanos más jóvenes, que se aliaron contra él. Después de su intento fallido de apoderarse de todo el Reino de Polonia en 1146, perdió su estatus de alto duque, fue excomulgado por el Arzobispo Jakub ze Żnina de Gniezno y huyó al Sacro Imperio Romano Germánico. El ducado quedó entonces en manos de su medio hermano el Alto Duque Boleslao IV el Rizado.
Con el apoyo del emperador Federico I Barbarroja, realizó una campaña en Gran Polonia en 1157 y obligó a Boleslao IV a ceder Silesia, y los hijos de Vladislao pudieron volver al ducado en 1163. En tanto que estaban bajo la presión del Alto Duque Boleslao IV, gobernaron conjuntamente  desde Breslau, hasta que las tensiones entre ellos estallaron en un conflicto abierto en 1172. Como resultado, los hermanos se dividieron el ducado entre ellos; la primera partición de muchas más llevó a la creación de numerosos Ducados de Silesia en los siguientes siglos:
- El hijo mayor de Vladislao, Boleslao I el Alto, recibió Baja Silesia con Breslavia como su residencia; desde entonces sus estados a veces son ya referidos como Ducado de Breslavia.
- El segundo hijo, Miecislao IV, una parte mucho menor en Alta Silesia y tomó su residencia en Racibórz; esto resultó en la creación del Ducado de Racibórz. En vista de su desventaja, el Alto Duque polaco Casimiro II el Justo le cedió otros territorios en la Baja Polonia en 1177.

Después de una revuelta del hijo mayor de Boleslao, Jarosław, que temía por su herencia, su padre le cedió una porción de territorios en torno a Opole, para crear por primera vez el Ducado de Opole. A su vez, Jaroslaw tenía que prepararse para una carrera eclesiástica y permaneces en celibato. Asimismo el hermano menor de Boleslao y Miezko, Conrado, al llegar a la mayoría de edad reclamó sus derechos y hacia 1177 recibió las tierras en torno a Glogovia en la Baja Silesia, llevando a la creación por primera vez del Ducado de Glogovia. Sin embargo, Boleslao I sobrevivió tanto a su hermano menor como a su hijo, y ambos territorios volvieron a sus manos en 1190 y 1201, respectivamente.
Boleslao I murió el mismo año y fue sucedido por su único hijo superviviente, Enrique I el Barbudo, que pronto entró en conflicto con sus parientes de la dinastía Piast, así como con sus vecinos germanos. En 1202 tuvo que enfrentar la invasión de su tío Miecislao I, quien, todavía insatisfecho con la partición de 1172, se había anexado el territorio de Opole en los últimos tiempos de Jaroslaw. El Ducado de Opole permaneció con los estados de los descendientes de Miecislao, de donde la secesión de la Alta Silesia fue concluyente. En 1206 Enrique I llegó a un acuerdo con el Alto Duque polaco Vladislao III Piernas Largas para intercambiar el territorio de Lubusz por la región de Kalisz de Gran Polonia. El plan, sin embargo, se frustró cuando Vladislav III perdió el senioriato y además Lubusz fue ocupada por tropas del margrave de la Casa de Wettin Conrado II de Lusacia. El Duque Enrique tuvo que luchar por su puesto de avanzada del noroeste, que recuperó después de la muerte del margrave en 1210. Tuvo que defender Lubusz una vez más contra las campañas del Landgrave Luis IV de Turingia desde 1221. Después de la muerte de su primo el Duque Casimiro I de Opole, hijo de Miecislao I, en 1230, actuó como guardián de sus sobrinos menores, gobernando desde entonces una vez más sobre toda Silesia. En 1232 se convirtió en Alto Duque de Polonia, y como pudo asegurar la sucesión de su hijo Enrique II el Piadoso después de su muerte en 1238, pareció que la fragmentación de Polonia podría ser superada y el deseo de Boleslao III Krzywousty se cumpliría finalmente.

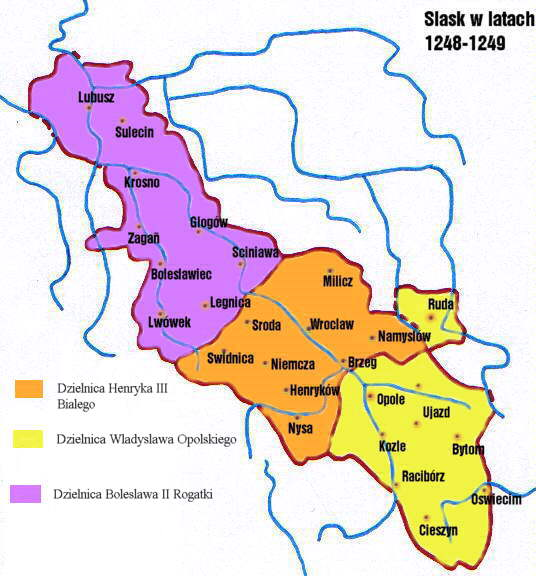
Silesia en 1248/49:
Ducado de Legnica bajo Boleslao II
Ducado de Breslavia bajo Enrique III
Ducado de Opole bajo Vladislao

Enrique II en 1239 tuvo que renuncia a la regencia de Alta Silesia en favor de su primo Miecislao II el Gordo. Él de nuevo defendió Lubusz, esta vez contra las fuerzas de los margraves de la Casa de Ascania de Brandeburgo, y en 1241 concedió el territorio a su segundo hijo Miecislao. Las esperanzas para una reunificación de las tierras polacas bajo los Piastas silesios finalizaron con la invasión mongola de Polonia y la muerte de Enrique en la Batalla de Legnica de 1241. Su hijo mayor Boleslao II el Calvo no pudo prevalecer como Alto Duque contra Boleslao V el Casto de Baja Polonia y, después de recuperar Lubusz tras la muerte de su hermano Miecislao en 1242, finalmente tuvo que dividir su herencia silesia con sus hermanos menores en 1248:
- Boleslao II tomó su residencia en el oeste, en Legnica, desde entonces fundando el Ducado de Legnica conjuntamente con su hermano menor Conrado. Poco después vendió Lubusz a los margraves de Brandeburgo, que finalmente consiguieron un punto de apoyo más allá del Oder para establecer la región de Neumark. En 1251 Conrado, en realidad elegido Obispo de Passau, obligó a Boleslao a cederle el Ducado de Glogovia.
- La residencia de Breslau cayó a sus hermanos menores Enrique el Blanco y Ladislao, desde entonces fundando el Ducado de Breslavia propiamente.

La subdivisión de los ducados silesios aumentó a lo largo de las siguientes generaciones y acompañó a la fragmentación de Polonia. El hijo de Enrique III, Enrique IV el Justo, a la muerte de su tío Vladislao en 1270, gobernó Breslau y en 1288 incluso se convirtió en Alto Duque de Polonia, hasta que la línea masculina quedó extinta con su muerte en 1290. Fue sucedido por su primo el Duque Enrique V el Gordo, hijo del hermano de Enrique III, Boleslao II, que una vez más reunificó los ducados de Breslau y Legnica bajo su gobierno personal. Sin embargo, a su muerte en 1296, su herencia fue otra vez partida entre sus hijos. El segundo, el Duque Enrique VI el Bueno, con el fin de guardarse de las reclamaciones de su hermano mayor el Duque Boleslao III el Generoso de Legnica, en 1327 firmó un tratado de heredad con el rey Juan I de Bohemia, ya que muchos de los ducados silesios habían sido convertidos en vasallos del Reino de Bohemia desde principios del siglo XIV. Como el rey polaco Casimiro III, en el Tratado de Trentschin de 1335, había renunciado a Silesia, el ducado de Enrique VI pasó sin oposición al reino de Bohemia cuando murió sin herederos varones tres meses después.
Silesia fue incorporada a las Tierras de la Corona Bohemia, después de que rey Casimiro III reconociera esta adquisición en el Tratado de Namslau de 1348 con el rey Carlos IV - excepto los ducados de Alta Silesia de Oświęcim y Zator, que en el siglo XVI fueron integrados en el Voivodato polaco de Cracovia, así como el Ducado de Siewierz, que fue comprado por el Arzobispo de Cracovia en 1443.

## Duques
- Vladislao II el Desterrado (1138-1146), progenitor de los Piastas silesios, también Alto Duque de Polonia, depuesto
  - Boleslao IV el Rizado (1146-1163), hermanastro
- Boleslao I el Alto, hijo mayor de Vladislao, reinstalado (1163-1201)
- Enrique I el Barbudo (1201-1238), hijo, también Alto Duque de Polonia desde 1232
- Enrique II el Piadoso (1238-1241), hijo, también Alto Duque de Polonia, muerto en la Batalla de Legnica
- Boleslao II el Calvo (1241-1248), hijo, se convirtió en Duque de Legnica en la partición de 1248
- Enrique III el Blanco (1248-1266), hermano, conjuntamente con 
  - Ladislao (1248-1270), hermano, también Príncipe-Arzobispo de Salzburgo desde 1265
- Enrique IV el Justo (1266-1290), hijo de Enrique III, Duque de Breslau desde 1270, también Alto Duque de Polonia desde 1288, sin descendencia
- Enrique V el Gordo (1290-1296), hijo de Boleslao II, Duque de Legnica desde 1278
- Enrique IV el Bueno (1296-1335), segundo hijo, bajo tutelaje de:
  - Bolko I el Estricto (1296-1301), hijo de Bolesław II
  - Rey Wenceslao II de Bohemia (1301-1305)
  - Boleslao III el Generoso (1305-1311), hijo mayor de Enrique V, Duque de Legnica desde 1296

Como Enrique VI no dejó descendencia masculina, sus tierras fueron heredades por el rey Juan I de Bohemia.

## Desenlace
Después de la herencia de Bohemia por la Casa de Habsburgo en 1526, los ducado silesios gradualmente pasaron a control de la monarquía austríaca hasta que el rey Federico II de Prusia invadió Silesia en 1740 y anexó la mayor parte de esta durante la Primera Guerra Silesia. El grueso del ducado, agrandado con el Condado de Kladsko y territorios de Alta Lusacia anexionados de Sajonia, fue subsecuentemente reorganizado como parte de la Provincia prusiana de Silesia, mientras que los ducados que permanecieron bajo control austríaco fueron reconstituidos como el Ducado de Alta y Baja Silesia en 1742. Los ducados que habían permanecido en Polonia fueron subsecuentemente anexionados por el Reino de Prusia (Nueva Silesia) y la Monarquía Habsburgo (Galicia) durante las Particiones de Polonia el siglo XVIII. El Ducado de Alta y Baja Silesia perduró como territorio de la corona de la Austria Cisleithania hasta 1918, cuando fue dividido entre la Segunda República Polaca (Voivodato Autónoma de Silesia) y Checoslovaquia (Silesia Checa) después de la Guerra Polaco-Checoslovaca de 1919.